# Деметре II
Святий Деметре II (დემეტრე II თავდადებული) (1259 — 12 березня 1289) — цар Східної Грузії з династії Багратіоні.

## Життєпис
Сину царя Давида VII Деметре було лише два роки, коли монголо-татари вбили його матір (1261). 1270 року, після смерті батька, Деметре зайняв грузинський престол у віці 11 років. Деякий час правив під регентством Садуна Манкаберделі. У 1277–1281 роках брав участь у кампанії Абака-хана проти Єгипту. Хоч він і продовжував носити титул «царя грузинів та абхазів тощо», влада Деметре поширювалась лише на східну частину країни. Західна Грузія перебувала під владою імеретійської гілки династії Багратіоні.
Деметре вважався досить суперечливою постаттю. Відданий християнству, кілька разів був розкритикований за полігамію. 1288 року на прохання Аргун-хана, приборкав повсталу провінцію Дербент на Каспійському узбережжі. Того ж року Аргун-хан запідозрив царя у змові проти свого міністра Буки, син якого був одружений з дочкою Деметре. Буку та його родину було вбито, а Деметре був покликаний до монгольської столиці, інакше Аргун-хан погрожував вторгненням своїх військ до Грузії. Незважаючи на численні консультації з місцевою знаттю, Деметре вирушив до резиденції хана, де був ув'язнений. 12 березня 1289 року царя було страчено. Згодом Деметре був канонізований Грузинською православною церквою.
Грузинський престол успадкував двоюрідний брат Деметре Вахтанг.

## Родина
Деметре мав трьох дружин. 1277 він одружився з дочкою Мануїла I Великого. У них народилось п'ятеро дітей:
- Давид
- Вахтанг
- Лаша
- Мануїл
- Русудан

Від другої дружини, монгольської принцеси Солгар, Деметре мав трьох дітей:
- Байду
- Ядгар
- Джіджа, одружена з імператором Олексієм II[2]

1280 року він одружився втретє, з Нателою, дочкою Джакелі-бека, атабега Самцхе. У них народився син — Георгій, прозваний Блискучим.